# Молодёжный (Тамбовская область)
Молодёжный — посёлок в Моршанском районе Тамбовской области России. Входит в Алгасовский сельсовет.

## География
Расположен на севере региона, вдоль автодороги А 143.

## Население
| 2002 | 2010 |
| ---- | ---- |
| 407  | ↗505 |

Согласно результатам переписи 2002 года, в национальной структуре населения русские составляли 96 % от жителей.

## История
Постановлением правительства Российской Федерации от 21 декабря 1999 года № 1408 «О присвоении наименований географическим объектам и переименовании географических объектов в Ленинградской, Московской, Пермской и Тамбовской областях» новому посёлку было присвоено наименование Молодёжный.

## Инфраструктура
Детсад «Солнышко»
Спорткомплекс, каток.
ДК "Молодёжный"

## Транспорт
Стоит на региональной трассе «Тамбов — Шацк» (68 ОП МЗ 68Н-040), участке автодороги А 143.